# Казапезена
Казапезѐна (на италиански: Casapesenna; на неаполитански: Casapeselle, Казапезелъ) е градче и община в Южна Италия, провинция Казерта, регион Кампания. Разположено е на 68 m надморска височина. Населението на общината е 6874 души (към 2010 г.).